# Ketianthidium zanolae
Ketianthidium zanolae là một loài ong trong họ Megachilidae. Loài này được Urban miêu tả khoa học đầu tiên năm 1999.